# Pauxi pauxi
L'hocco dall'elmo (Pauxi pauxi (Linnaeus, 1766)) è un uccello galliforme della famiglia dei Cracidi diffuso in Venezuela e Colombia.

## Descrizione

### Dimensioni
Misura circa 92 cm di lunghezza per un peso di 2650-3750 g.

### Aspetto
Presso questa specie è possibile distinguere due forme diverse: nella forma normale, il maschio e la femmina sono quasi identici. Hanno un piumaggio nero con una lucentezza verdastra e dei bellissimi riflessi blu di Prussia: ogni piuma del corpo presenta un bordo nero vellutato che conferisce un aspetto leggermente squamoso. Le piume al centro dell'addome e quelle della parte bassa del dorso sono meno lucenti, più morbide e prive dei margini neri. Le piume della testa e della parte superiore del collo non hanno la lucentezza verde, sono molto fitte, flessibili e vellutate. Quelle del cappuccio sono erettili. Le timoniere terminano con una banda bianca di circa 25 millimetri di spessore. Il basso ventre e le copritrici sotto-caudali sono di colore bianco puro e la transizione con le parti scure è netta. La sommità del cranio è sormontata da un casco blu-ardesia chiaro a forma di fico. Gli occhi sono marroni, il becco color salmone cremisi. I piedi sono rosa-salmone o rosso-carminio opaco.
Alla forma rossa appartiene solamente un numero limitato di femmine. In passato si pensava che tutti i maschi fossero neri e tutte le femmine fossero rosse, ma non è così. Alla fine del XIX secolo gli esemplari di forma rossa erano piuttosto numerosi, mentre oggi appena il 25% delle femmine presenta questo piumaggio; il restante 75% indossa il piumaggio normale.
Le femmine di forma rossa hanno la testa e la parte alta del collo di colore nerastro spento, con del marrone sottostante. La coda è identica a quella della forma nominale, ma con le estremità color camoscio. Nel resto del piumaggio, le barre e le vermicolature bruno-rossastre e nero opache si mescolano in modo piuttosto complicato. Numerose piume hanno bordi bianco-grigiastri. Le piume al centro dell'addome sono più chiare, meno barrate. Il basso ventre e le sotto-caudali sono bianchi come nella forma normale. Questo tipo di piumaggio ricorda molto probabilmente quello delle giovani femmine.
L'hocco dall'elmo costituisce davvero un caso molto particolare e originale, essendo la sola specie nella quale le femmine appaiono in due forme differenti.

### Voce
Il richiamo di allarme è un chuck-chuck che ricorda quello di uno scoiattolo di montagna. Il richiamo territoriale dei maschi inizia a farsi udire in dicembre o alla fine della stagione secca. Il canto, piuttosto monotono, è una sorta di ronzio che ricorda lo scricchiolio di un vecchio albero. Formato da un numero di note compreso tra sei e dieci, è suddiviso in due fasi e dura circa un minuto. Durante la prima fase, l'uccello sembra voler inspirare più aria, con il petto dilatato e la testa e il collo agitati su e giù come se eseguissero dei movimenti di pompaggio. Nella seconda fase, l'uccello ha il becco chiuso e butta fuori l'aria: solo allora è possibile udire il misterioso ronzio ventriloquo.

## Biologia

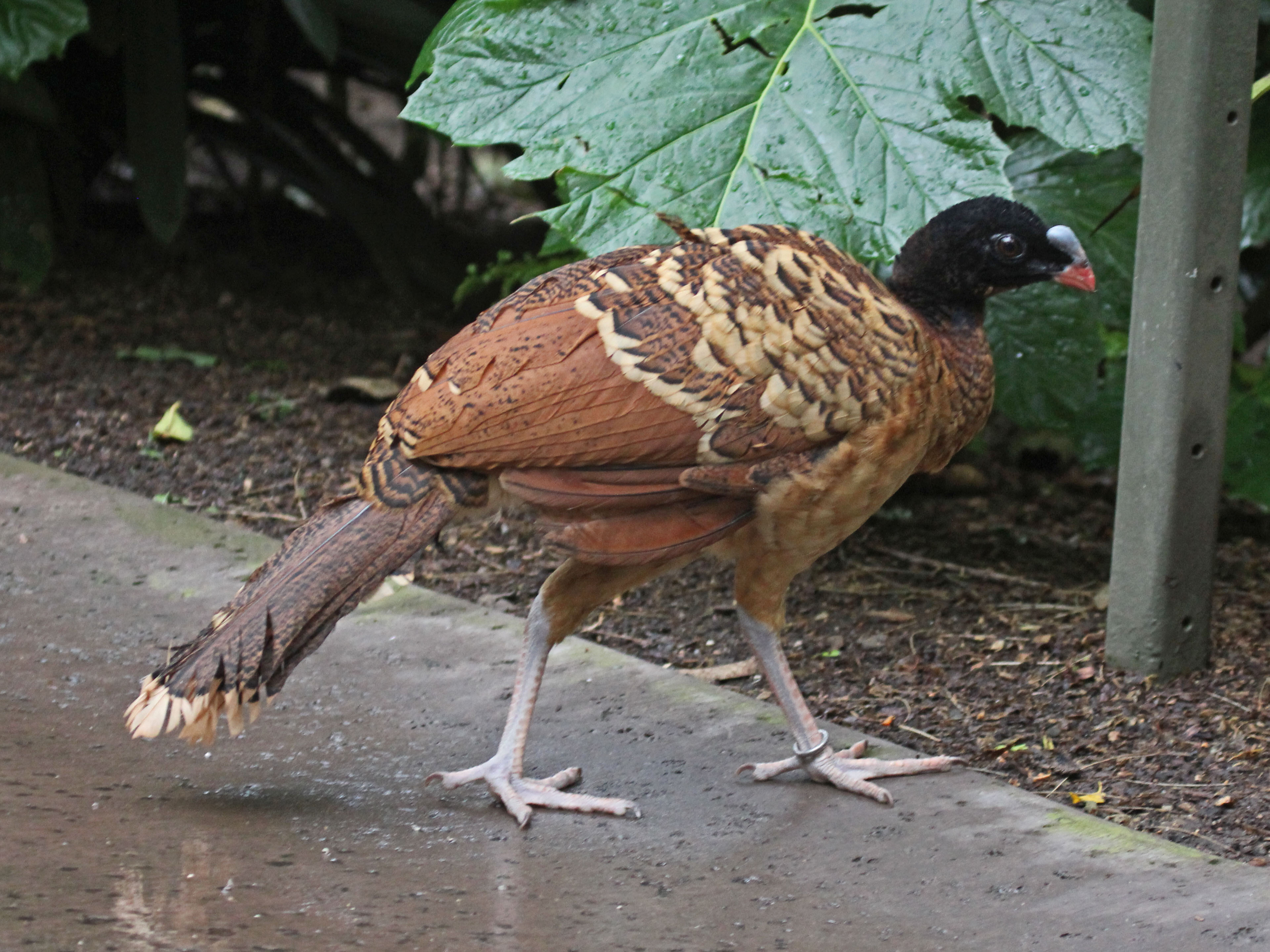
Femmina della forma rossa.

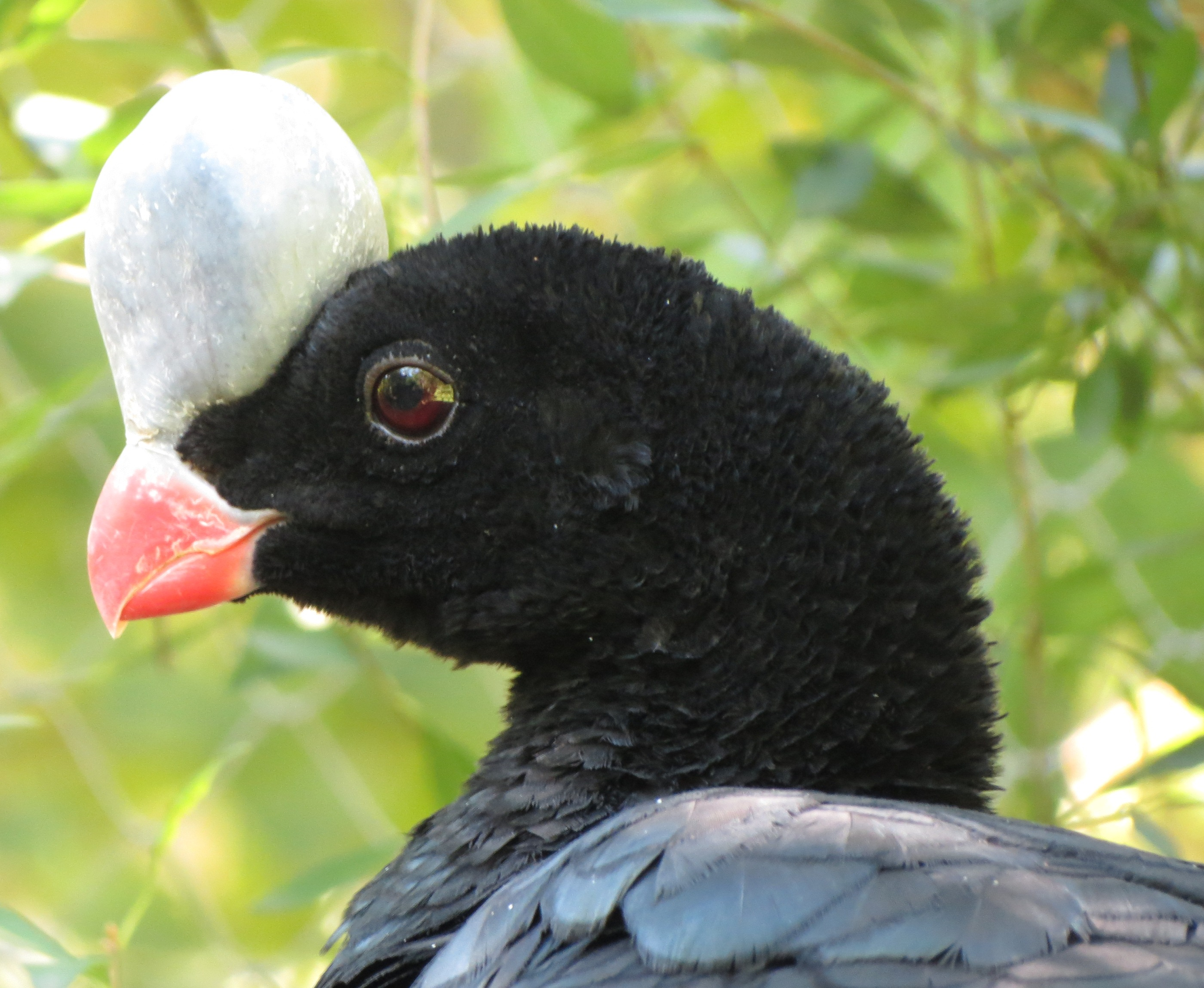
Peggy, l'hocco dall'elmo dello zoo di Denver (Stati Uniti).

Tranne quando è a riposo, quando nidifica o quando il maschio emette i suoi vocalizzi, è possibile osservare l'hocco dall'elmo sul terreno o nello strato inferiore dei piccoli alberi. Procede nel sottobosco camminando lentamente e tenendo il corpo in posizione orizzontale, con la lunga cresta bianca inclinata verso il basso e spesso in movimento. Questo uccello è estremamente discreto e talvolta sono necessarie diverse ore prima di poterlo osservare, perché evita generalmente i bordi delle strade e le radure. Questo amante dei luoghi riparati predilige generalmente le ore di metà giornata o del crepuscolo. Nonostante sia in grado di effettuare discese in picchiata e di planare per lunghi tratti, mostra una certa riluttanza ad alzarsi in volo e preferisce utilizzare le sue ali arrotondate solo in caso di pericolo.
Quando vengono disturbati, gli hocco dall'elmo cambiano postura: abbandonano la posizione orizzontale e tendono ad assumere una posizione più verticale. La loro sagoma diviene allora più esile e la testa e il collo vengono agitati un po' come fa un serpente. La coda viene mossa su e giù e le punte argentee delle timoniere appaiono molto chiaramente. Allo stesso tempo, gli uccelli emettono il loro richiamo di allarme. Durante la loro attività giornaliera, gli hocco dall'elmo si muovono sul terreno, ma al calar della notte si arrampicano su piccoli alberi per dormire.

### Alimentazione
Questi uccelli hanno una dieta vegetariana. Il loro menu è composto principalmente da frutti caduti, i cui semi vengono successivamente rigurgitati. A volte gli hocco dall'elmo consumano anche foglie tenere e germogli che trovano nel sottobosco. Vanno in cerca di cibo da soli, in coppia od occasionalmente in piccoli gruppi che possono raggiungere sei individui o più. Questa attività si svolge unicamente nelle prime ore della giornata o nel tardo pomeriggio.

### Riproduzione
La stagione di nidificazione inizia a dicembre o all'inizio della stagione delle piogge e termina a luglio. Il maschio stabilisce un territorio che supera raramente i 300 metri per 300. All'inizio della performance vocale di quest'ultimo, la femmina sembra indifferente, ma alla fine della giornata gli si avvicina gradualmente. Al calar della notte, i due futuri partner stabiliscono i loro luoghi di riposo su due alberi molto vicini l'uno all'altro. La formazione delle coppie avviene a febbraio. Sebbene alcuni maschi abbiano occasionalmente due partner, l'hocco dall'elmo è generalmente monogamo. Alla fine di marzo o all'inizio di aprile la femmina inizia a costruire il nido, che viene posizionato su un costone arido. L'accoppiamento ha luogo a terra dopo un inseguimento silenzioso.
Il nido è una semplice costruzione fatta di rami, ramoscelli e foglie posta tra i 4 e i 6 metri da terra. Ha forma ovale e le sue dimensioni massime sono 80 centimetri per 50. A causa della relativa umidità del luogo e del calore prodotto dalla femmina, le foglie marciscono abbastanza rapidamente e formano uno spesso materasso sul quale vengono deposte le uova. La covata consiste solitamente in due uova di colore bianco, di grandi dimensioni e dal guscio robusto. La femmina si occupa da sola della cova per 30-34 giorni. Durante il periodo di incubazione, è molto timida e fugge al primo visitatore che si avvicina. Torna al nido solo diverse ore dopo, non prima di aver preso molteplici precauzioni.
Finora non è stato possibile ricavare ulteriori informazioni.

## Distribuzione e habitat
Gli hocco dall'elmo sono originari dell'America del Sud nord-occidentale. Il loro areale comprende le zone montuose del centro e delle coste del Venezuela, nelle province di Miranda e Falcón, e prosegue verso ovest fino al confine colombiano.
La specie è confinata alle foreste nebbiose subtropicali di una impervia regione montuosa; si incontra tra 500 e 2200 metri di altitudine, sebbene sia più frequente tra i 1000 e i 1500 metri. Predilige le gole umide dove è presente un fitto sottobosco ed evita i margini delle foreste.

## Tassonomia
Ne vengono riconosciute due sottospecie:
- P. p. pauxi (Linnaeus, 1766), diffusa nelle regioni centro-settentrionali e occidentali del Venezuela, dalla Cordigliera di Mérida fino all'estremità settentrionale delle Ande della Colombia;
- P. p. gilliardi Wetmore e Phelps, 1943, endemica della Serranía di Perijá, su entrambi i lati della frontiera tra Colombia e Venezuela.

## Conservazione
La situazione di questo uccello è molto preoccupante. Ancora comune alla fine del XIX secolo, il suo numero di esemplari iniziò a diminuire notevolmente a partire dagli anni '50, quando iniziò a scomparire anche dai parchi nazionali. Un'ulteriore diminuzione venne determinata da uno studio del 1987, nonostante la densità di popolazione nelle regioni più basse fosse rimasta tra i 5 e i 10 esemplari per chilometro quadrato. Al momento, lo status di questa specie nella Cordigliera di Mérida è incerto. Gli effettivi della sottospecie gilliardi sono sconosciuti, ma si pensa generalmente che siano soggetti a notevoli pressioni a causa della deforestazione e della caccia sconsiderata. Allo scopo di proteggere la sottospecie gilliardi è stata ipotizzata l'istituzione di un parco nazionale nella Serranía di Perijá. La specie è considerata «in pericolo» (Endangered) dalla maggior parte delle organizzazioni conservazioniste.